# Sant Esteve de Viacamp
Sant Esteve de Viacamp era una església parroquial del poble de Viacamp, al terme municipal aragonès de Viacamp i Lliterà, de la comarca de la Ribagorça, situada al costat de les runes del castell al cim d'un turó que domina el poble.
Les runes propicien una reforma del segle XVI-XVII sobre un vell edifici romànic del segle xii. Era una església de nau única, volta de canó una mica apuntada i capçalera trapezial, de 12,5 metres per 5 i un gruix de mur d'un metre.

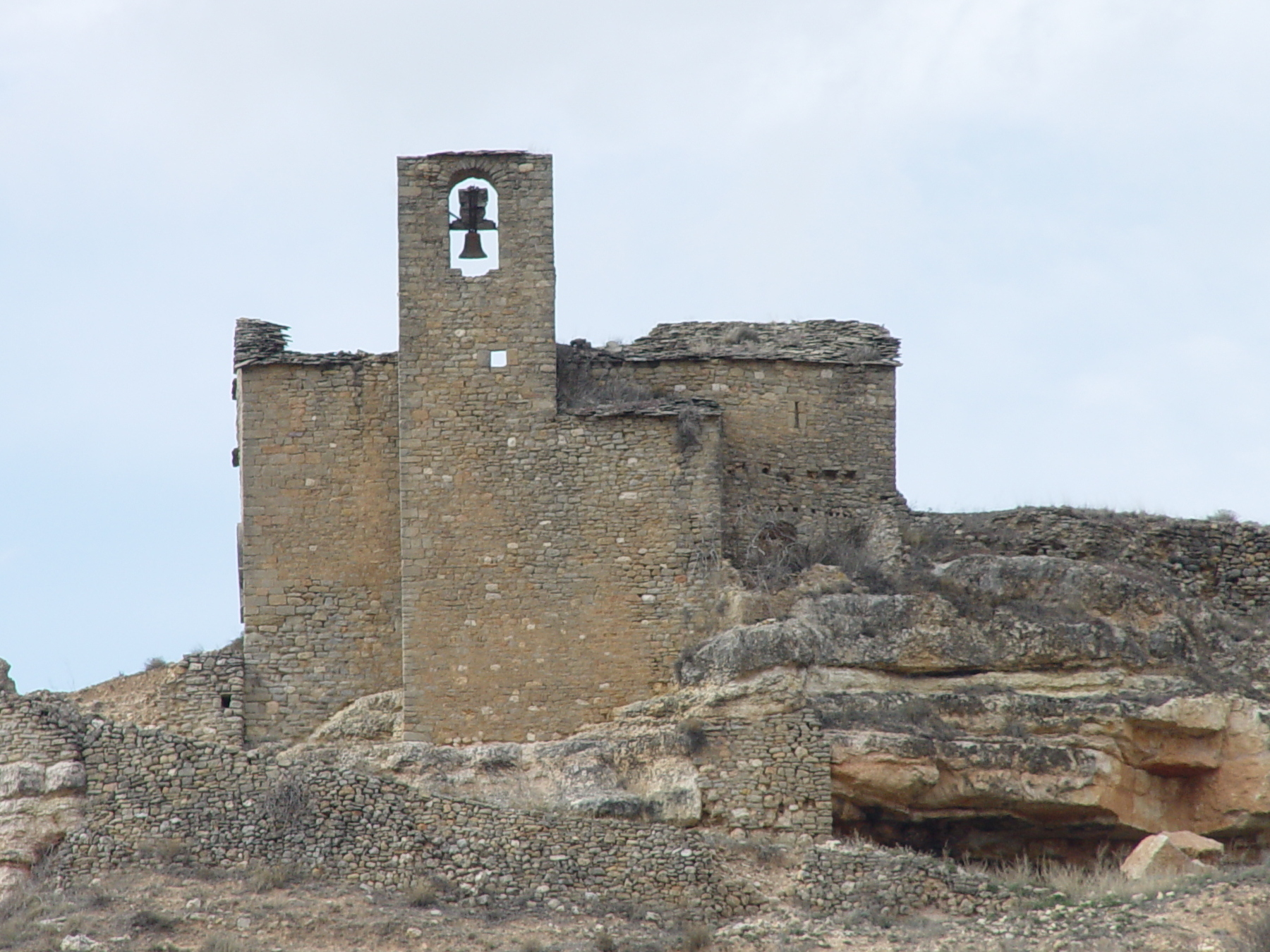
Vista general de l'ermita
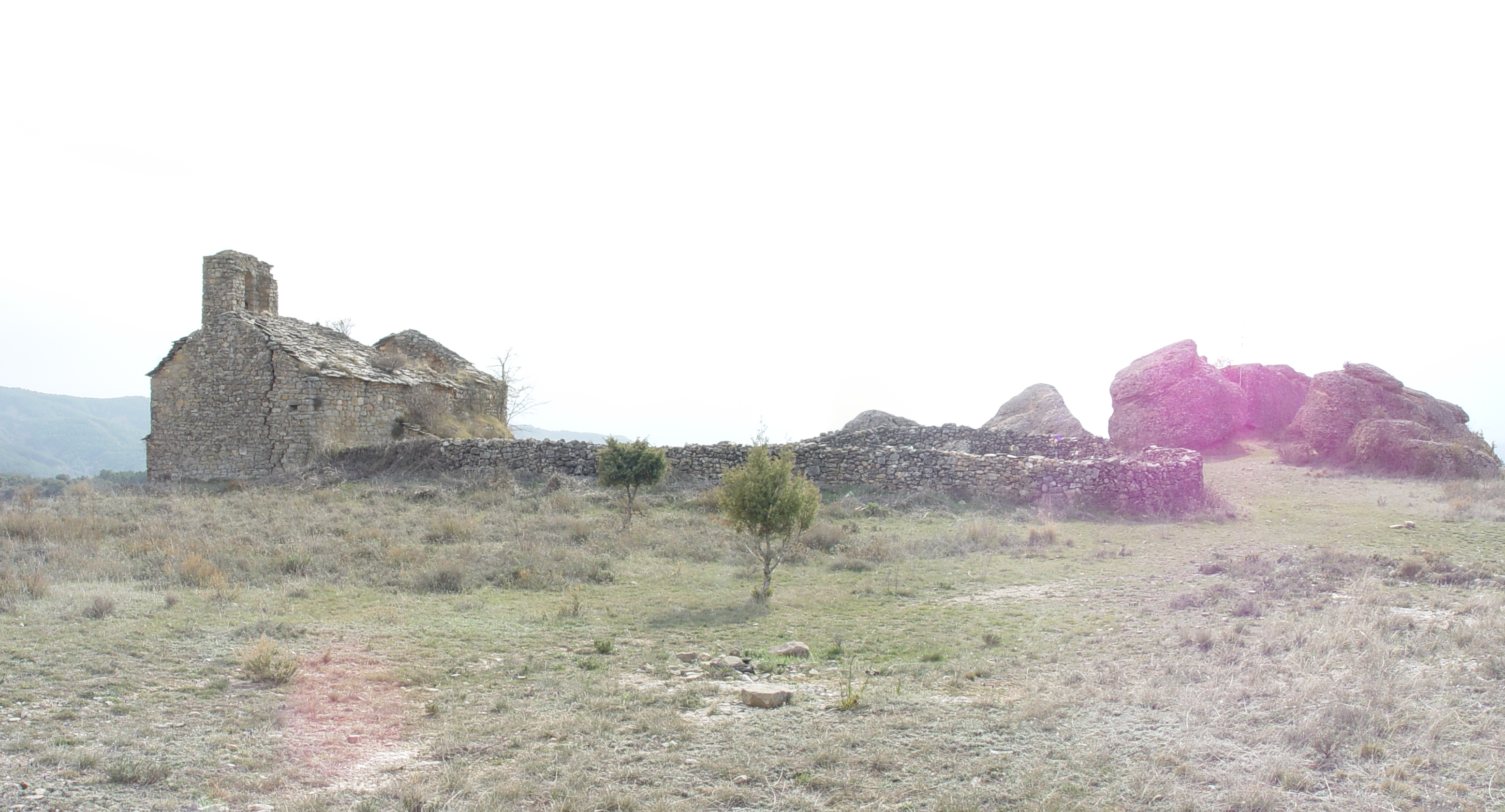
Vista general de l'ermita amb l'emmurallat
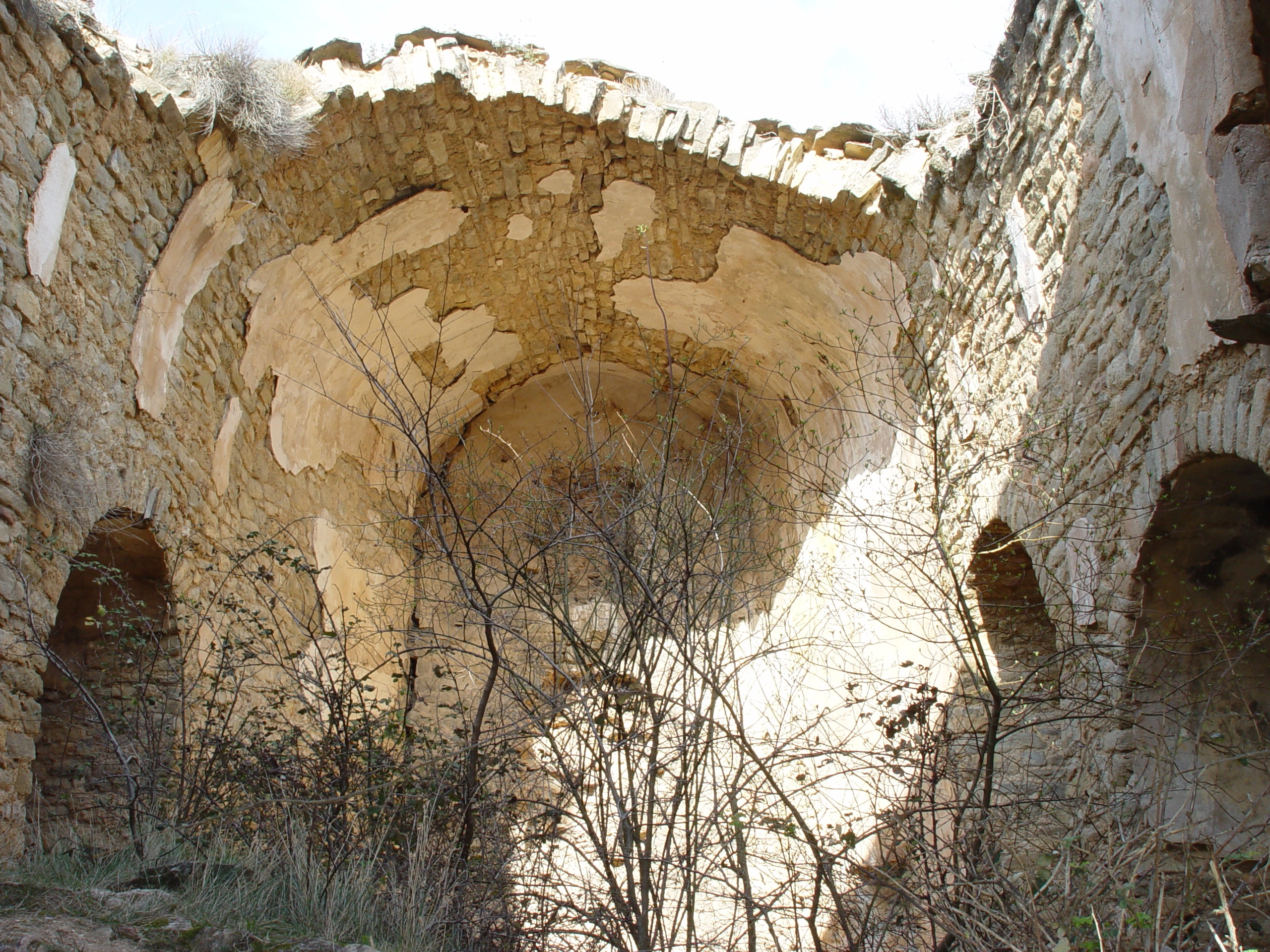
Vista interna